# 丽塔·加姆
丽塔·加姆（英語：Rita Gam，1927年4月2日—2016年3月22日），女，美国演员。曾获得柏林国际电影节最佳女演员银熊奖。